# Scituloglaucytes scitula
Scituloglaucytes scitula är en skalbaggsart som först beskrevs av Francis Polkinghorne Pascoe 1860.  Scituloglaucytes scitula ingår i släktet Scituloglaucytes och familjen långhorningar. Inga underarter finns listade i Catalogue of Life.